# Buddy Rich
Bernard „Buddy” Rich (ur. 30 września 1917 w Nowym Jorku, zm. 2 kwietnia 1987 w Los Angeles) – amerykański perkusista jazzowy, lider zespołu Buddy Rich Big Band, znany z doskonałej techniki, niesamowitej prędkości oraz improwizacji.

## Życiorys
Pochodził z rodziny żydowskiej. Jego talent został odkryty wcześnie – ojciec zauważył, że już jako jednoroczne dziecko Buddy potrafił wystukiwać równy rytm pałeczkami perkusyjnymi. W wieku 18 miesięcy brał udział w przedstawieniach scenicznych.
Zasłynął jako bębniarz i tancerz-stepista, występując na Broadwayu w wieku czterech lat w programie swoich rodziców. Dwa lata później odbywał trasy koncertowe jako solista, występując w amerykańskich teatrach wodewilowych, odwiedził też Australię.
Jako 11-latek założył własny zespół i po kilku latach był już atrakcją nowojorskich klubów. Od 1937 roku zaczął grać w najsłynniejszych orkiestrach swingowych prowadzonych przez Bunny’ego Berigana, Harry’ego Jamesa, Artiego Shawa czy Tommy’ego Dorseya. W swojej ponad 60-letniej karierze był
liderem zarówno małych zespołów, jak i dużych orkiestr.
Przez cały ten okres grał również w zespołach prowadzonych przez gigantów jazzu, takich jak Art Tatum, Lionel Hampton, Ray Brown, Oscar Peterson, Dizzy Gillespie, Roy Eldridge, Louis Armstrong, Lester Young. Był stałym członkiem grupy koncertowej Normana Granza Jazz at the Philharmonic, a także Big Four, kierowanej przez Charliego Venturę. Występował z zespołami Franka Sinatry.
W 1966 reaktywował swój big band, który z powodzeniem występował aż do końca lat 70. To z tą formacją nazwaną Buddy Rich and
the Killer Force wystąpił w 1977 roku w Sali Kongresowej w Warszawie. W swoich zespołach Rich dawał szanse młodym muzykom, promując wielu doskonałych instrumentalistów i aranżerów. Może właśnie dlatego w repertuarze tych orkiestr z późniejszego okresu znajdowało się wiele jazzu z elementami rocka i fusion. Do końca życia Buddy Rich emanował niesamowitą energią i ekspresją, prezentując wirtuozerską technikę gry na bębnach, a zwłaszcza swoje precyzyjne i efektowne press rolls (dwójki dociskowe)
Zmarł 2 kwietnia 1987. Zapytany w szpitalu, czy jest na coś uczulony, odpowiedział: „Tak, na muzykę country”. Były to jedne z ostatnich jego słów.

## Dyskografia
- The Very Best of (2008)
- The Cinch (2007)
- At Stadshalle Leonberg, Germany 10th July 1986 (2006)
- Buddy Rich Big Band – Grendal Lair, Philadelphia, Pa – 8 December 1986 (2006)
- Rich and Famous (2006)
- Live Wham! (2006)
- The Legendary ’47–’48 Orchestra Vol. 1 (2006)
- Supreme Jazz – Buddy Rich (2006)
- Somebody Loves Me (2005)
- Blues Caravan (2005)
- In Miami (2005)
- Big Band Machine (2005)
- Buddy’s Rock (2004)
- Live Concert: Buddy’s Place (2003)
- Festival from India (2002)
- The Greatest Drummer That Ever Lived (2002)
- Golden Essentials 1945–1948 (2001)
- The Golden Essentials 1945–1948 (2001)
- Wham! The Buddy Rich Big Band Live (2001)
- The Best Band I Ever Had [Super Audio CD] (2001)
- Play Selections from West Side Story (2001)
- The All Star Small Groups (2001)
- Rags to Riches (2000)
- Smoke Out (2000)
- 1946–1948 (2000)
- Buddy Rich at the Hollywood Palladium (2000)
- Big Band Machine [Simitar] (1999)
- Swing, Baby, Swing! (1998)
- Giant Steps (1998)
- The New One (1998)
- The Legendary (1946–1948) (1998)
- The Best of Buddy Rich (1997)
- Great Moments [Drive Archive] (1997)
- Burning for Buddy: A Tribute to the Music of Buddy Rich, Vol. 2 (1997)
- Mercy, Mercy (1997)
- Big Band Masters (1996)
- Buddy Rich & His Big Band at Stadshalle Leonberg Germany (1994)
- No Jive (1992)
- The Raging Teens, Vol. 3 (1992)
- Compact Jazz: Buddy Rich (1987)
- Sun Ra Arkestra Meets Salah Ragab in Egypt (1984)
- Live at Ronnie Scott’s (1980)
- The Best Band I Ever Had (1977)
- Europe ’77 (1977)
- Ease on Down the Road (1974)
- Tuff Dude (1974)
- The Roar of 74 (1973)
- Stick It (1973)
- Time Being (1972)
- Very Live at Buddy’s Place (1971)
- Keep the Customers Satisfied (1970)
- The Solar Myth Approach, Vol. 1 (1970)
- Buddy & Soul (1969)
- Big Swing Face (1967)
- Swingin’ New Big Band (1966)
- The Heliocentric Worlds of Sun Ra, Vol. 1 (1965)
- This One’s For Basie (1957)
- Buddy & Sweets (1955)
- Johnny Long at the Hotel New Yorker (1945)

### Single
- „Southern Gentleman of Song” (2001)
- „The Pressure Drop: The Best of Toots & the Maytals” (1997)
- „Live at Montreux” (1979)
- „Just Friends” (1978)

### Kompilacje różnych wykonawców
- Ethinic Motives in Jazz (2008)
- JAZZ: Latin Vibes (2008)
- Killer Jazz Funk from Groove Merchant Vault – Return of Jazz Funk (2008)
- Lrc Jazz Sampler: Volume 1 (2008)
- LRC Jazz Sampler: Volume 4 & 5 (2008)
- Al Capone – Music He Lived and Died By (2008)
- V-Disc Jazz Essentials (2007)
- Soul Monster – Live (2007)
- The Roots of Zeppelin (2007)
- An Ace Face (2007)
- The War, A Ken Burns Film, Deluxe Edition (2007)
- Gods of Jazz Vol. 5 – The Greatest Bassists and Drummers (2007)
- Jazz Superstars (2007)
- Glenn Miller & Friends (2007)
- Drums Monsters (2007)
- Jazz Great’s (2007)
- Music Legends Vol. 5 (2007)
- Music Legends (2007)
- Jazz Greats Vol. 2 (2007)
- Time Will Tell (2007)
- Jazz Legends (2007)
- Radio Days 5 (2006)
- Stardust Records Presents… The Masters of Jazz (2006)
- George Gershwin (10 Volume Set) (2006)
- Golden Legends: Big Band Legends (2005)
- Live from Las Vegas (2005)
- No Funny Hats (2004)
- The Golden Essentials (2004)
- Blue Note Plays the Beatles (2004)
- Giants of Swing [BMG Special Products] (2004)
- Live from Las Vegas [2003] (2003)
- Home Cookin’ [Blue Note] (2003)
- G.I. Jukebox Jive Volume One (2003)
- Golden Treasure: Jazz Superstars (2002)
- Golden Treasure Series of Jazz Superstars (2002)
- The Humphrey Bogart Era (2002)
- Back to Breaks: The True Sounds from the Original Block Parties (2002)
- Celebrate the Big Apple’ (2002)
- Christmas Jump and Jive (2001)
- Jazz Greats: Legends of Jazz, Vol. 1 (2001)
- Jazz Greats: Legends of Jazz Vol. 1 (2001)
- Swinging to the Sounds of the Big Band (2001)
- Good Vibration: LRC Jazz Legacy Anthology Vol. 1 (2001)
- Just One of Those Things: LRC Jazz Legacy... (2001)
- The Big Band Swing! [Legacy Box Set] (2001)
- Legends of Jazz, Vol. 2 [Edeltone] (2000)
- The Black Box of Jazz [Millenia] (2000)
- The Only Big Band CD You’ll Ever Need (2000)
- Blue Break Beats, Vol. 1-4 (1999)
- The Best of North Sea Jazz Festival, Vol. 2 (1999)
- Blue Big Bands: A Swingin’ Affair (1999)
- Blue Break Beats, Vol. 4 (1999)
- The Complete Johnny Mercer Songbook (1998)
- The Best of Christmas: 55 Christmas Songs (1998)
- Trav’lin Light: The Johnny Mercer Songbook (1998)
- More Big Band Greatest Hits (1998)
- Swingin’ Talkin’ Verve (1998)
- Trav’lin’ Light: The Johnny Mercer Songbook (1998)
- Pure Swing: Hold Your Hats (1998)
- Legends Jazz Greats: Up Front and Center (1997)
- RCA Victor 80th Anniversary, Vol. 6: 1970-1979 (1997)
- Blues in the Night: The Johnny Mercer Songbook (1997)
- Mercury Records Jazz Story (1995)
- Great Jazz Bands (1995)
- The Jazz Collection: 100 Jazz Hits (1995)
- The Essential Big Bands (1992)
- Vintage Jazz [Madacy] (1992)
- Jazz Club: Big Band (1989)
- The Best of the Big Bands (1989)
- Saturday Night Swing Sessions (1947)

### Gościnna współpraca
- Charlie Parker – Charlie Parker, Miles Davis & Friends (2007)
- The Complete Jam Sessions (2004)
- Nat King Cole – The Definitive Nat „King” Cole (2002)
- Sammy Davis, Jr. – Sammy & Friends (2000)
- Sammy Davis, Jr. – Yes I Can: The Sammy Davis Jr. Story (1999)
- Maxine Sullivan – Loch Lomond: Her 24 Greatest Hits 1937–1942 (1998)
- Ella Fitzgerald – The Complete Ella Fitzgerald & Louis Armstrong (1997)
- Charlie Parker – Bird With The Herd (1996)
- Charlie Parker – Charlie Parker With Strings: The Master Takes (1995)
- Charlie Parker – Confirmation: Best of the Verve Years (1995)
- Charlie Parker – Verve Jazz Masters 28: Parker Plays Standards (1994)
- Lester Young – Verve Jazz Masters 30 (1994)
- Charlie Parker – The Cole Porter Songbook (1991)
- Charlie Parker – Jazz ’Round Midnight (1990)
- Woody Herman – The Thundering Herds 1945–1947 (1988)
- Sammy Davis, Jr. – The Sounds of ’66 (1966)
- Max Roach – Rich Versus Roach (1959)
- Art Tatum – The Tatum Group Masterpieces, Vol. 3 (1955)
- Art Tatum – The Tatum Group Masterpieces, Vol. 4 (1955)
- Art Tatum – The Tatum Group Masterpieces, Vol. 5 (1955)
- Charlie Parker – Charlie Parker Jam Session (1952)
- Jazz at the Philharmonic (1946)
- Bunny Berigan – The Pied Piper (1934–40) (1940)
- Frank Sinatra – It’s All So New (1940)